# Vuelo 358 de China Airlines
El vuelo 358 de China Airlines era un carguero Boeing 747-2R7F/SCD que se estrelló el 29 de diciembre de 1991, poco después de despegar del Aeropuerto Internacional de Taiwán Taoyuan, cerca de Taipéi, República de China con destino al Aeropuerto Internacional Ted Stevens Anchorage en Anchorage, Alaska (Estados Unidos). Los cinco tripulantes fallecieron.
Al parecer la causa del accidente fue el desprendimiento del motor número 3 por fatiga estructural. Al desprenderse el motor, este golpeó al motor número 4 desprendiéndolo también y dañando seriamente el ala derecha del aparato.
Este accidente es idéntico al que le ocurrió al año siguiente al vuelo 1862 de El Al. Se trataba del mismo tipo de avión y el fallo fue exactamente el mismo, lo que propiciaría una investigación más amplia y el rediseño de la estructura de los pilones (estructuras que sujetan el motor al ala).

## Aeronave

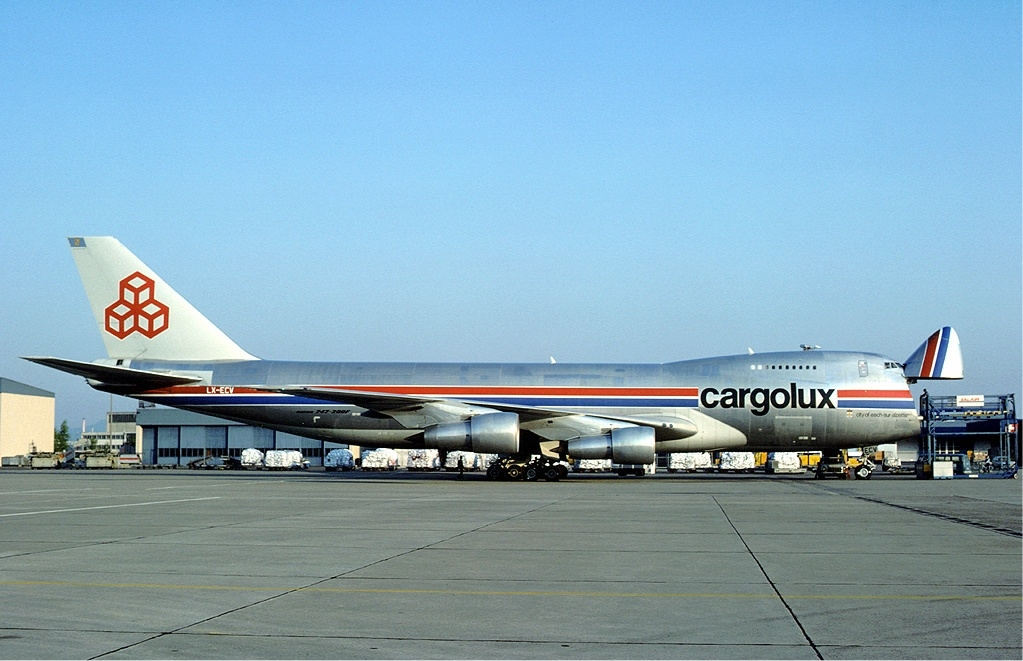
El avión accidentado fotografiado el 11 de mayo de 1982, mientras operaba para Cargolux.

El avión era un Boeing 747-2R7F/SCD, construido en septiembre de 1980 para Cargolux, con sede en la ciudad de Esch-sur-Alzette, matrícula LX-ECV, MSN 22390. Fue adquirido por China Airlines en junio de 1985 y recibió la matrícula B-198. Estuvo en servicio durante 11 años y 3 meses.La aeronave había registrado un total de 45.868 horas de vuelo durante su servicio. La última revisión de mantenimiento A se realizó el 21 de diciembre de 1991, y desde entonces acumulaba 74 horas de vuelo.
El avión era el mismo involucrado en el secuestro del vuelo 334 de China Airlines el 3 de mayo de 1986.

## Accidente
Varios minutos después del despegue, la tripulación reportó problemas con el motor n.º 2, lo que provocó que el control del tráfico aéreo de Taipéi (ATC) diera un giro a la izquierda para regresar al aeropuerto. Aproximadamente dos minutos después, la tripulación informó que no podían girar a la izquierda y el ATC aprobó un giro a la derecha. Este fue el último contacto por radio realizado por la tripulación. La tripulación perdió el control de la aeronave y se estrelló contra una colina, con el ala derecha primero, cerca de Wanli, Taipéi. El accidente ocurrió aproximadamente a las 3:05 p. m., a una altitud de 700 pies (210 m).Los cinco miembros de la tripulación fallecieron en el accidente y no hubo heridos en tierra.

## Investigación
La investigación posterior reveló que el motor número 3 y su pilón se habían separado de la aeronave e impactado contra el motor número 4, desprendiéndolo también del ala.Una investigación más detallada reveló que los herrajes del larguero intermedio del pilón, que lo sujetan a la parte inferior del larguero delantero del ala, habían fallado. La búsqueda del motor número 3 y su pilón, que cayeron en el mar, duró varios meses.
La información de la investigación de este accidente y del accidente casi idéntico del vuelo 1862 de El Al diez meses después dio como resultado que Boeing ordenara modificaciones en los pilones de todos los 747 en uso.